# Luftschiffbau Zeppelin
Luftschiffbau Zeppelin GmbH és una empresa alemanya que, a principis del segle xx, va ser capdavantera en el disseny i fabricació de dirigibles rígids. La companyia va ser fundada pel comte Ferdinand von Zeppelin. "Luftschiffbau" és una paraula alemanya que significa construcció de dirigibles.

## Història
Luftschiffbau Zeppelin és pionera en el disseny i fabricació de dirigibles rígids. La companyia va ser fundada pel comte Ferdinand von Zeppelin. L'empresa tenia la seva seu a Friedrichshafen, Baden-Württemberg.
El comte von Zeppelin va començar a investigar diferents prototips de dirigibles rígids el 1885. El seu primer dirigible, el prototip LZ 1, va volar el 2 de juliol de 1900. Finançat inicialment pel mateix comte, la recerca va demanar donacions del públic, l'interès del qual per aquesta nova modalitat de locomoció creixia. El 1908, una campanya de donació va recollir més de 6 milions de marcs alemanys, permetent tant la creació de l'empresa "Luftschiffbau Zeppelin GmbH" com la creació de la fundació Zeppelin.
Entre 1910-1938, el Luftschiffbau Zeppelin va fabricar moltes aeronaus destinades a ús civil en especial per a l'ús de la companyia Deutsche Luftschiffahrts-Aktien-Gesellschaft (DELAG) primera companyia aèria comercial, creada pel mateix von Zeppelin, però també, a partir del 1908, per a ús militar. Durant la Primera Guerra Mundial es van fer servir per a bombardejar el Regne Unit, per primer cop, el maig de 1915 i fins a l'octubre de 1917. Amb l'ascens del nazisme el 1933, les autoritats alemanyes van utilitzar les aeronaus de Zeppelin amb finalitats propagandístiques. El viatge del LZ 129 Hindenburg és un bon exemple. Des de l'accident del Hindemburg, la demanda de Zeppelins va cessar. A l'inici de la Segona Guerra Mundial les darreres embarcacions en servei (LZ 127 i LZ 130) es van desmuntar per a reciclar-ne l'alumini. Luftschiffbau Zeppelin va deixar de fabricar Zeppelins el 1938 per participar en l'esforç de rearmament alemany. A la tardor de 1941, la companyia va produir tancs de combustible i seccions de fuselatge per als míssils V-2. L'empresa es va liquidar el 1945. Es va recrear el 1950 amb el nom de Metallwerk Friedrichshafen GmbH, que es va convertir en ZLT Zeppelin Luftschifftechnik GmbH (ZLT) el 1993.